# 顾戴路
31°08′05″N 121°21′35″E / 31.13460°N 121.35967°E
 顾戴路，是中國上海市的一条东西向主干道路，途径闵行区、松江区，西起涞亭南路，经过沪杭铁路外环线，东到虹梅路。初为七莘路—虹梅路间的一条的公路，建于1956年，以道路两端的自然村——七宝镇的顾司徒庙、梅陇镇戴家塘（一说为该地区附近的戴家祠堂）的首字命名。
1956年，顾戴路由莘庄乡农民辟筑。1975年，配合上海卫星地面接收站建设，顾戴路全线大修拓宽。

## 沿路主要设施[7]
- 上海轨道交通12号线七莘路站、虹莘路站、顾戴路站
- 上海卫星通讯地球站
- 闵行体育公园
- 复旦大学附属儿科医院
- 古美新村

## 备注
1. ↑  闵行区内使用，松江段为市政道路
2. ↑  祭祀顾雍[2]，原在今七莘路庙桥港河北富丽公寓东区内